# 中部太平洋語
中部太平洋語，或稱中部大洋洲語 ，亦稱為斐濟-玻里尼西亞語，是大洋洲語族一個分支。 

## 分類
羅斯等人（Ross et al. 2002）將中部太平洋語分類如下： 
- 西支 
  - 羅圖曼語
  - 西斐濟語鏈： Namosi-Naitasiri-Serua ，西斐濟語
- 東部語鏈 
  - 東斐濟語鏈：斐濟語（標準斐濟語），Gone Dau ， Lauan和Lomaiviti
  - 玻里尼西亞語

西斐濟語與羅圖曼語之間的聯繫更為緊密，東斐濟語與波利尼西亞語之間的聯繫更為緊密，但後來的接觸導致它們重新融合。羅圖曼語受到波利尼西亞語言的影響。